# Bazylika św. Bartłomieja na Wyspie Tyberyjskiej
Bazylika św. Bartłomieja na Wyspie Tyberyjskiej (wł. Basilica di San Bartolomeo all'Isola) – kościół tytularny w Rzymie poświęcony św. Bartłomiejowi jednemu z 12 Apostołów Jezusa Chrystusa. Kościół powstał pod koniec X wieku z inicjatywy cesarza Ottona III pod wezwaniem świętych Paulina z Noli i Wojciecha z Pragi (Sancti Adalbertus et Paulinus).
Świątynia ta jest kościołem rektoralnym parafii Santa Maria in Portico in Campitelli oraz kościołem tytularnym, mającym również rangę bazyliki mniejszej.

## Lokalizacja
Kościół znajduje się w XII Rione Rzymu – Ripa na Wyspie Tyberyjskiej.

## Historia kościoła oraz studzienki z domniemanym wizerunkiem świętego Wojciecha
Kościół św. Bartłomieja na Wyspie Tybrowej jest na mapie Rzymu punktem przyciągającym uwagę badaczy początków polskiej państwowości, w ich bogatym w symboliczne znaczenia elemencie, jakim był kult Apostoła Prus – św. Wojciecha (Wojciecha Sławnikowica). Od 998 roku do lat osiemdziesiątych XII wieku kościół posiadał wezwanie świętego Wojciecha-Adalberta, nadane ze względu na przyjaźń biskupa Pragi z cesarzem Ottonem III, fundatorem budowli i złożenie tam relikwii ramienia męczennika. Wezwanie świętych Wojciecha, Paulina z Noli i Bartłomieja pojawiało się w źródłach w XI i XII wieku.
W obrębie świątyni znajduje się zabytek uważany przez niektórych za najstarsze zachowane przedstawienie świętego Wojciecha – marmurowa cembrowina studzienki pochodząca z okolic 1000 roku. Ze względu na obecność ważnego (choć niepewnego) polonicum, kościół na Isola Tiberina występuje w licznych publikacjach właśnie jako miejsce, w którym zlokalizowana jest studzienka, datowana w latach czterdziestych XX wieku na przełom XI i XII stulecia, bliżej czasu powstania gnieźnieńskich brązowych drzwi. W opublikowanym w 1966 roku artykule, Aleksander Gieysztor podał jako moment powstania dzieła sam początek XI wieku, sytuując je tym samym pośród przejawów pierwszej fazy kultu świętego Wojciecha, związanych z procesem jego kanonizacji i pamięci osób, które miały z nim bezpośredni kontakt, takich jak jego brat Radzim Gaudenty, późniejszy biskup Gniezna i cesarz Otton III. Dla rozumowania przeprowadzonego przez Gieysztora duże znaczenie miało ustalenie, czy jedna z czterech postaci znajdujących się w płycinach kamiennej studzienki może w istocie być przedstawieniem polskiego świętego. Twierdzącą odpowiedź na to pytanie badacz uzasadnił podnosząc argumenty historyczne, takie  jak fundacja kościoła przez Ottona, obecność w Rzymie Radzima-Gaudentego, czy występujące w źródłach wezwanie kościoła, ideowe, takie jak umiejscowienie kościoła w miejscu symbolizującym występujące w źródłach miejsce męczeństwa praskiego biskupa oraz stylowe – przez potraktowanie zabytku jako importu z północy, bliskiego w charakterze plastyce kręgu ottońskiego i bizantyńskiego. Dotychczasowe, późne datowanie studzienki wynikało bowiem między innymi z jej stylowego charakteru, odległego od rzymskiej rzeźby ok. 1000 roku.
Innym problemem interesującym Gieysztora była identyfikacja postaci cesarskiej przedstawionej z innej strony studzienki. Wygląd tej postaci, odmienny od innych wizerunków Ottona III kazał przypuszczać, że osobą ukazaną na studzience jest następca Ottona (Henryk II) lub Otton II, jego ojciec.
W oparciu o rozważania Gieysztora, Mieczysław Rokosz podejmował w latach dziewięćdziesiątych wątki historyczne, związane z duchowym i intelektualnym życiem Wiecznego Miasta tuż przed i zaraz po śmierci Wojciecha. Prezentując postacie i zjawiska stanowiące o charakterze ówczesnego Rzymu, Rokosz połączył inicjalizację kultu Wojciecha oraz przychylne zainteresowanie obszarem słowiańszczyzny z ideą renovatio imperii przez Ottona. Kanonizacja Adalberta, zaprzyjaźnionego zarówno ze zwolennikami, jak przeciwnikami cesarza, miała stanowić łącznik, godzący stronnictwa a jednocześnie dawać świadectwo poszerzenia się horyzontu geopolitycznego zachodniego chrześcijaństwa.
Teresa Dunin-Wąsowicz, zajmując się przykładami miejsc związanych z kultem św. Wojciecha na zachodzie Europy, wymienia San Bartolomeo all'Isola obok Akwizgranu, Reichenau, Ostrzyhomia, Leodium i Affile, między Subiaco a Monte Cassino, podkreślając charakterystyczne umiejscowienie kościoła na wyspie czy w rozlewiskach rzeki (Affile), stanowiące odniesienie do męki świętego. Symbolikę bliską temu zjawisku odnajduje też w fakcie pochowania Bolesława Chrobrego na poznańskim Ostrowie Tumskim.
San Bartolomeo usytuowany jest pomiędzy dwoma starożytnymi mostami: Cestiusza i Fabrycjusza, łączącymi dawne miasto Rzym z Zatybrzem, w miejscu wcześniejszej świątyni Eskulapa. Przed końcem IX wieku kościół, powtarzając za Mieczysławem Rokoszem, miał istnieć i mieć wezwanie Najświętszego Salwatora. Według innych publikacji, budowla miała zostać ufundowana za czasów Ottona III, pomiędzy jego wizytami w Rzymie w roku 998 i na przełomie lat 1000 i 1001. Starania o nadanie świątyni patrocinium Wojciecha miały trwać od początku procesu kanonizacji zmarłego w 997 roku biskupa.
Następnym ważnym momentem w dziejach kościoła było przekazanie brachium sancti Adalberti; relikwii ramienia świętego, przekazanych przez Bolesława Chrobrego. O wysłaniu przez niego „ręki wcielającej przez nowe cesarstwo do Civitas Dei” pisał Rokosz, podkreślając rolę tego gestu w budowaniu relacji dworu cesarskiego oraz młodego państwa polskiego z Rzymem.
Richard Krautheimer wymieniając kościół San Adalberto pośród świątyń Rzymu powstałych między ok. 900 a 1050 rokiem mówi o jego przebudowie około roku 1113. Wówczas mniejsza ottońska budowla miała przybrać kształt trójnawowej, nakrytej stropem bazyliki z arkadami wspartymi na starożytnych spoliach.
Studzienka – puteal –  znajduje się pośrodku schodów prowadzących do prezbiterium kościoła, ponad istniejącą tam studnią. Takie jej umieszczenie Gieysztor tłumaczył istnieniem w tym miejscu przed powstaniem kościoła świątyni Eskulapa i funkcjonujące w średniowieczu przekonanie o cudotwórczych własnościach tamtejszej wody. Cembrowina studzienki spoczywa na kwadratowym cokole. Ma kształt walca, ozdobionego czterema polami z płaskorzeźbionymi figurami Chrystusa, postaci cesarza oraz dwóch świętych: Bartłomieja i biskupa, określanego jako św. Wojciech lub jako Paulin z Noli. Przedstawienia postaci ujęte są w dekorowane ornamentem arkadki. Postacie wypełniają całą wysokość płycin, mają krępe sylwetki, odziane w obficie drapowane szaty. Sylwetka świętego biskupa nosi paliusz w kształcie litery "Y" i trzyma skośnie pastorał w prawej oraz księgę w lewej ręce. Ma twarz okoloną krótką brodą i wyraźną tonsurę. Postać cesarza ma luźne szaty, w lewej ręce trzyma berło, w prawej zaś dysk z wyobrażeniem kościoła. Św. Bartłomiej przedstawiony został jako mężczyzna o dłuższej brodzie, trzymający w ręku nóż. Ujęty frontalnie Chrystus unosi prawą dłoń w geście błogosławieństwa, w lewej  trzymając księgę.
Zdania na temat identyfikacji postaci biskupa ze studzienki w San Bartolomeo do dziś są podzielone. Hipoteza zakładająca istnienie w Rzymie pierwszego wizerunku polskiego jest na tyle atrakcyjna, że mimo wątpliwości dotyczących stylu rzeźby, nie pojawiły się ostatnio zdecydowane głosy sprzeciwu.
W 1113 roku bazylikę odrestaurowano. Została zniszczona przez powódź w 1557 roku, po czym odbudowana w latach 1583-1585. W kolejnych wiekach miały miejsce renowacje.
w 1524 roku kościół został powierzony franciszkanom obserwantom, który wznieśli obok niego klasztor.
W roku 2000 Jan Paweł II poświęcił kościół San Bartolomeo pamięci męczenników chrześcijaństwa z XX w i czasów najnowszych. Ich upamiętnieniem zajmuje się Wspólnota Sant’Egidio.
Poszczególne kaplice boczne kościoła poświęcone są męczennikom za wiarę w różnych regionach świata (Afryka, obie Ameryki, Europa, Daleki Wschód, Azja Południowo-wschodnia).

### Relikwie polskich błogosławionych
W 2012 do bazyliki św. Bartłomieja wprowadzono relikwie trojga polskich błogosławionych męczenników: Karoliny Kózki, Stanisława Kostki Starowieyskiego i księdza Jerzego Popiełuszki, a w roku 2013 kolejnych 3: księży Wincentego Matuszewskiego i Józefa Kurzawy oraz bp. Michała Kozala. W roku 2023 dołączono także relikwie bł. kapłana męczennika Jana Machy.

## Architektura i sztuka
Wnętrze bazyliki jest trójnawowe. Nawę główną zamyka apsyda.
Częścią ołtarza głównego jest sarkofag wykonany z czerwonego porfiru, a zawierający rzekome relikwie św. Bartłomieja. Na drugim stopniu przed ołtarzem znajduje się marmurowa cembrowina studzienki.

## Kardynałowie prezbiterzy
Bazylika św. Bartłomieja na Wyspie Tyberyjskiej jest jednym z kościołów tytularnych nadawanych kardynałom-prezbiterom (Titulus Sancti Bartholomaei in Insula). Tytuł ten został ustanowiony 6 lipca 1517 roku.
- Egidio da Viterbo OESA (1517)
- Domenico Giacobacci (1517-1519)
- Jean Le Veneur (1533-1543)
- Jacques d’Annebaut (1547)
- Bartolomé de la Cueva de Albuquerque (1551-1555)
- Fulvio della Corgna OSIoHieros (1555-1557)
- Antoine Perrenot de Granvelle (1562-1568)
- Diego Espinosa (1568)
- Giulio Antonio Santori (1570-1595)
- Francesco Maria Tarugi CO (1596-1602)
- Filippo Spinelli (1604-1608)
- Michelangelo Tonti (1608-1621)
- Gabriel Trejo y Paniagua (1621-1630)
- Agostino Spinola Basadone (1631-1649)
- Ottavio Acquaviva d’Aragona (1654-1658)
- Francesco Nerli (1670)
- Johann Eberhard Nidhard SJ (1672-1679)
- Giovanni Giacomo Cavallerini (1696-1699)
- Niccolò Radulovich (1700-1702)
- Francesco Acquaviva d’Aragona (1707–1709)
- Álvaro Cienfuegos, S.J. (1721-1739)
- József Batthyány (1782-1799)
- Pietro Francesco Galleffi (1803-1820)
- Bonaventura Gazzola OFM (1824-1832)
- Engelbertus Sterckx (1838-1867)
- János Simor (1874-1891)
- Mario Mocenni (1893-1894)
- Egidio Mauri OP (1894-1895)
- Johannes Haller (1896-1900)
- Bartolomeo Bacilieri (1901-1923)
- Enrico Gasparri (1925-1933)
- Carlo Salotti (1936–1939)
- Grzegorz Piotr XV Agadżanian (1946-1970)
- Aníbal Muñoz Duque (1973-1987)
- Mario Revollo Bravo (1988-1995)
- Francis George OMI (1998–2015)
- Blase Cupich (2016–nadal)